# Piz Palü
Piz Palü är en bergstopp i Schweiz. Den ligger i regionen Maloja och kantonen Graubünden, i den östra delen av landet, cirka 200 km öster om huvudstaden Bern. Bergstoppen ligger nära Schweiz gräns till Italien. Toppen på Piz Palü är 3 900 meter över havet. Piz Palü ingår i Berninamassivet.
Terrängen runt Piz Palü är huvudsakligen mycket bergig. Närmaste större samhälle är Poschiavo, 9,6 km sydost om Piz Palü. Inlandsklimat råder i trakten.